# Tutelina rosenbergi
Tutelina rosenbergi är en spindelart som beskrevs av Simon 1901. Tutelina rosenbergi ingår i släktet Tutelina och familjen hoppspindlar. Inga underarter finns listade i Catalogue of Life.